# 게라구

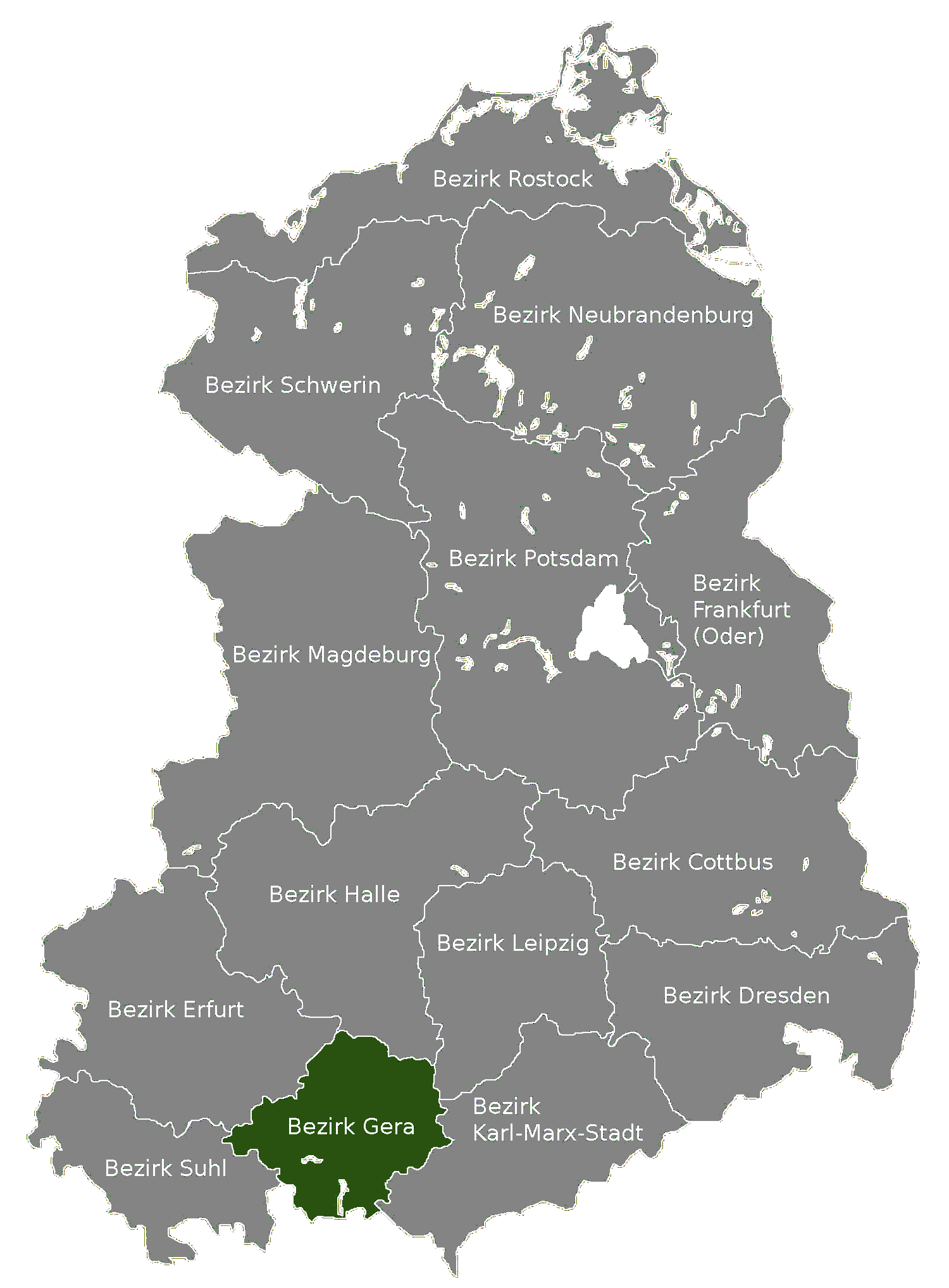
게라 구의 위치

게라구(독일어: Bezirk Gera)는 과거 동독(독일 민주 공화국)에 존재했던 14개 구 가운데 하나로 구청 소재지는 게라였다.

## 행정 구역 정보
- 구청 소재지: 게라
- 면적: 4,004km2
- 인구: 742,000명 (1989년 당시 기준)
- 인구 밀도: 190명/km2
- 차량 번호판 코드: N
- 하위 행정 구역: 11개 군, 2개 시

## 역사
1952년 7월 25일에 시행된 행정 구역 개편 당시에 폐지된 주를 대신하여 신설된 14개 구 가운데 하나였다. 1990년 동서독 통일 당시에 튀링겐 주에 편입되었다.

## 지리
동독 남부에 위치한 구였으며 남쪽으로는 서독과 국경을 접하고 있었다. 서쪽으로는 줄 구, 북서쪽으로는 에르푸르트 구, 북쪽으로는 할레 구, 북동쪽으로는 라이프치히 구, 동쪽으로는 카를마르크스슈타트 구와 접하고 있었다.

### 하위 행정 구역
- 11개 군(Landkreise): 아이젠베르크 군(Eisenberg), 게라란트 군(Gera-Land), 그라이츠 군(Greiz), 예나란트 군(Jena-Land), 로벤슈타인 군(Lobenstein), 푀스네크 군(Pößneck), 루돌슈타트 군(Rudolstadt), 잘펠트 군(Saalfeld), 슐라이츠 군(Schleiz), 슈타트로다 군(Stadtroda), 초일렌로다 군(Zeulenroda)
- 2개 시(Stadtkreise): 게라 시(Gera), 예나 시(Jena)